# Glovico
Glovico war eine Sprachlernplattform, auf der Menschen aus Entwicklungsländern Sprachstunden in ihren Muttersprachen via Skype anbieten konnten. Die Website ging im Mai 2010 online. Mitte 2015 wurde die  Plattform geschlossen.

## Konzept
Glovico war eine Web 2.0 Webseite. Der Betreiber war ein Startup-Unternehmen mit Sitz in Hamburg. Die Seite bot eine Online-Community an Muttersprachlern aus Entwicklungsländern, die via Skype gegen Entgelt Sprachunterricht geben. Die Lehrer legten ihren Stundenpreis jeweils selbst fest und Glovico nahm eine Kommission von 2 € pro Stunde, die hauptsächlich zur Finanzierung der Abwicklung des Geldtransfers herangezogen wurde.
Das Unternehmen verstand sich als Social Business mit dem Ziel, neue Einkommensmöglichkeiten in Entwicklungsländern zu schaffen und interkulturellen Dialog zu fördern. Neben dem Angebot von Sprachkursen organisierte Glovico auch Videokonferenzen in Schulen, in welchen Schüler mit Menschen aus Entwicklungsländern über Herausforderungen und Chancen von Globalisierung diskutierten.
Die Lehrenden auf Glovico waren zum Teil ausgebildete Lehrer, aber auch Muttersprachler ohne didaktische Ausbildung konnten dort unterrichten. Basisqualifikationen für eine Aufnahme auf die Plattform im Rahmen eines Vorstellungsgesprächs waren Englischkenntnisse, Zuverlässigkeit und eine stabile Internetverbindung. Als weitere Qualitätssicherung bewerteten die Schüler ihre Lehrer danach, ob sie pünktlich, kompetent und freundlich sind sowie danach, ob die Internetverbindung gut ist und ob der Lehrer einen starken Akzent hat.
Zuletzt werden 20 Sprachen angeboten: Amharisch, Arabisch, Brasilianisches Portugiesisch, Chinesisch, Englisch, Französisch, Hindi, Kurdisch, Marathi, Mongolisch, Nepali, Oriya, Pashto, Spanisch, Swahili, Tagalog, Thai, Tigrinya, Urdu und Wolof. Es arbeiteten 2 feste und ca. 5 freie Mitarbeiter an dem Portal. Es wurden ca. 300 Sprachstunden pro Monat vermittelt.
2015 musste das Projekt beendet werden. Gründer Tobias Lorenz hatte es nebenberuflich betrieben. Er gab Mitte 2015 auf der Website des Projektes an, dass es technische Probleme mit dem Zahlungssystem gäbe und dass er vor kurzem Vater geworden sei. Kunden wurden gebeten, mit den Lehrenden direkt Kontakt aufzunehmen. Ab Mitte 2018 leitete die Website auf eine statische Webseite weiter. Dort wurde bekannt gegeben, dass technische Herausforderungen, familiäre Verpflichtungen und fehlende finanzielle Nachhaltigkeit es auch im ehrenamtlichen Betrieb unmöglich gemacht hätten, die Plattform weiterzubetreiben. Die Glovico UG wurde Ende 2015 liquidiert und Mitte 2017 gelöscht.

## Preise und Auszeichnungen
Glovico wurde im Mai 2011 als Ort im Land der Ideen ausgezeichnet, sowie als Werkstatt N Projekt des Rats für Nachhaltige Entwicklung. Darüber hinaus wurde der Gründer Tobias Lorenz von der Robert Bosch Stiftung als „Verantwortlicher“ ausgezeichnet und mit dem Preis „Filippas Engel“ gekürt.
Der amerikanische Technologie-Blog Mashable erachtet Glovico als eine von acht Technologien, die Bildung verbessern.